# Pop rock
Pop rock je glazbeni podžanr koji koristi elemente pop i rock glazbe.
Različiti su termini pojma glazbenog stila, koji se kreću od lakše izvedbe klasičnog rocka do podžanra pop glazbe. Pop rock je nastao tijekom 1960-ih godina, a neki od njegovi najpopularniji začetnika su su Elvis Presley, The Beatlesi, ABBA, Bee Gees, Fleetwood Mac, Elton John, Donna Summer, a u novije doba to su Robbie Williams, Alanis Morissette, Shakira Avril Lavigne, Tokio Hotel, P!nk i mnogi drugi.
Od domaćih izvođača neki od najpopularnijih su Crveni koralji, Bijele strijele, Kvartet 4M , Grupa 220, Srebrna krila, Parni valjak, Drugi način, Đavoli, Zdenka Kovačiček, Josipa Lisac, Massimo Savić, Ivica Šerfezi i mnogi drugi.
U glazbenim krugovima pop i rock su prikazani kao suprotnosti, gdje se na pop glazbu gleda kao komercijalni produkt, dok obožavatelji rock žanra tvrde da je on više izvorniji i iskreniji oblik glazbe.

## Povijest stila
Pop rock nastao je tijekom 1960-ih godina u Europi i Sjedinjenim Državama. Njegovi začetnici bili su pop izvođači poput kanadskog pjevača Paula Anke i afroameričkog voklanog kvarteta Mills Brothers, te rock izvođači Chucka Berryja, Bo Diddleya i Buddyja Hollyja, nakon čega kreće val pop rock izvedbi, prvo preko Elvisa Presleyja, a onda The Beatlesa koji su za razliku od Elvisa imali više alternativnog i progresivnog stila. Krajem 1960-ih (1967.), australski sastav The Bee Gees objavljuje nekoliko pop rock uspješnica poput "Massachusetts", "To Love Somebody" i "Words".
Ruski novinar George Starostin pop rock stil definira kao podžanr pop glazbe, koji koristi privlačne pop skladbe koje se uglavnom izvode na gitari. Starostin također tvrdi da većina onoga što se tradicionalno naziva 'power pop' stilom, spada u pop-rock podžanrove.
Američki novinar Philip Auslander tvrdi da je razlika između pop i rock glazbenog stila više izražena u Sjedinjenim Državama nego u Velikoj Britaniji. Auslander navodi kako američka pop glazba vuče korijene bijelih izvođača poput Perryja Comoa, dok je rock nastao pretežno afroameričkim oblicima glazbe poput rock and roll. Također ukazuje da je koncept pop rock (koji je mješavine pop i rock žanra) nastao konfliktom s tipičnom koncepcijom popa i rocka kao suprotnosti. Auslander i nekoliko drugih stručnjaka, kao što su Simon Frith i Simon Grossberg opisuju da je žanr pop glazbe često prikazan kao neautentičan, ciničan i komercijala oblik zabave, dok se s druge strane rock glazba prikazuje kao izvorni, iskreni i antikomercijalan stil glazbe, kojeg ističu mnogi tekstopisci, izvođači i glazbeni sastavi.
Val pop rocka sredinom 1990-ih pokrenuli su izvođači kao što su kanadsko–američka pjevačica Alanis Morissette, švedska pop skupina Roxette i američka rock pjevačica Melissa Etheridge.

## Kronologija izvođenja
Originalna izvedba (1960-ih):
- Bee Gees
- Elvis Presley
- The Beatles
- The Four Seasons

Progresivna izvedba (1970-ih):
- Elton John
- James Taylor

Balade (1980-ih):
- Bruce Springsteen
- Bryan Adams
- Def Leppard
- U2

Independentna izvedba (1990-ih):
- Alanis Morissette
- Blur
- Coldplay
- Oasis
- Travis
- Blink 182

Suvremena izvedba (2000-ih):
- Avril Lavigne
- Kelly Clarkson
- Maroon 5
- McFly
- Paramore
- Panic! at the Disco
- Fall Out Boy
- My Chemical Romance
- The Calling
- The Veronicas
- Tokio Hotel
- Vanilla Ninja
- Katy Perry

Moderna izvedba (2010-ih i 2020-ih):
- Miley Cyrus
- Ed Sheeran
- Harry Styles
- Shawn Mendes
- MGK
- Yungblud
- Lil Nas X
- The Kid Laroi

## Vanjske poveznica
- Analiza pop-rocka  Arhivirana inačica izvorne stranice od 4. srpnja 2006. (Wayback Machine)